# 福岡県道7号筑紫野インター線
福岡県道7号筑紫野インター線（ふくおかけんどう7ごう ちくしのインターせん）は、福岡県筑紫野市を通る県道（主要地方道）である。

## 概要
筑紫野市大字古賀から筑紫野市二日市中央2丁目に至る。九州自動車道 筑紫野ICと筑紫野市街間を結ぶ。ただし、途中で4車線道路である福岡県道31号福岡筑紫野線（通称「5号線」）と重複し、その前後で（重複区間内に7号の標識は無い）大きく様子が変わる。
前半はかつて国道3号と重複していた福岡県道・大分県道112号福岡日田線から二日市温泉を通って「5号線」に至る市街地2車線道路、後半は鳥栖筑紫野道路の終点であり福岡方面からと国道3号福岡南バイパス針摺方面からの連絡路線である福岡県道31号福岡筑紫野線との交点である武蔵交差点からインターへの連絡道路である。
筑紫野ICが起点である。九州自動車道の下をくぐり、武蔵交差点で福岡県道31号福岡筑紫野線と合流する。500 mほど進んだところにある二日市温泉入口交差点で右折して福岡県道31号福岡筑紫野線とは分かれ、済生会二日市病院、二日市温泉の温泉街、筑紫野市立二日市小学校、旧筑紫野市役所前を通り、鹿児島本線下（高さ制限は3.8 m）をくぐり、二日市駅の約400 m北西にある二日市八幡宮前交差点で終点となる。

### 路線データ
- 起点：福岡県筑紫野市大字古賀（九州自動車道 筑紫野IC）
- 終点：福岡県筑紫野市二日市中央2丁目（二日市八幡宮前交差点、福岡県道・大分県道112号福岡日田線交点）
- 総延長：2.43 km

## 歴史
- 1993年（平成5年）5月11日 - 建設省から、一般県道舟木二日市線が筑紫野インター線として主要地方道に指定される[1]。
- 1994年（平成6年）4月1日 - 路線認定[注釈 1]。
- 1998年（平成10年）3月31日 - 筑紫野IC供用開始。

## 路線状況

### 重複区間
- 福岡県道31号福岡筑紫野線（筑紫野市武蔵5丁目・武蔵交差点 - 筑紫野市武蔵4丁目・二日市温泉入口交差点）

## 地理

### 通過する自治体
- 筑紫野市

### 交差する道路
| 交差する道路                                                                   | 交差する場所    | 交差する場所                |
| ------------------------------------------------------------------------------ | --------------- | --------------------------- |
| E3 九州自動車道                                                                | 大字古賀        | 8-1 筑紫野IC / 起点         |
| 福岡県道・佐賀県道17号久留米基山筑紫野線 福岡県道31号福岡筑紫野線 重複区間起点 | 武蔵5丁目       | 武蔵交差点                  |
| 福岡県道31号福岡筑紫野線 重複区間終点                                          | 武蔵4丁目       | 二日市温泉入口交差点        |
| 福岡県道・大分県道112号福岡日田線                                              | 二日市中央2丁目 | 二日市八幡宮前交差点 / 終点 |

### 交差する鉄道
- 鹿児島本線

### 沿線
- 福岡県済生会二日市病院
- 二日市温泉
- 筑紫野市立二日市小学校
- 九州電力 福岡南営業所
- JR九州鹿児島本線 二日市駅